# Station Marienborg
Station Marienborg is een halte in Marienborg in de Noorse gemeente Trondheim. De halte werd in 1999 geopend en ligt zowel aan de ringlijn van Trondheim, de Leangenbanen, als aan Dovrebanen. De halte heeft twee perrons, waarvan het perron voor Dovrebanen geëlectrificeerd is, het perron voor de ringlijn niet.